# Flabellinidae
Flabellinidae – rodzina ślimaków nagoskrzelnych (Nudibranchia). 

## Podział systematyczny
Do rodziny Flabellinidae zaliczane są następujące rodzaje:
- Calmella Eliot, 1910
- Carronella Korshunova, Martynov, Bakken, Evertsen, Fletcher, Mudianta, Saito, Lundin, Schrödl & Picton, 2017
- Coryphellina O’Donoghue, 1929
- Edmundsella Korshunova, Martynov, Bakken, Evertsen, Fletcher, Mudianta, Saito, Lundin, Schrödl & Picton, 2017
- Flabellina McMurtrie, 1831
- Paraflabellina Korshunova, Martynov, Bakken, Evertsen, Fletcher, Mudianta, Saito, Lundin, Schrödl & Picton, 2017